# Fase de Campeones de 1ª Regional Navarra
La Fase de Campeones de 1ª Regional o Copa de Campeones de 1ª Regional de la Comunidad Foral de Navarra es una segunda fase tras el campeonato de Liga, en donde se determina quién es el campeón absoluto de la Primera Regional. Está organizado por la Federación Navarra de Fútbol.
La juegan los campeones de cada uno de los 4 grupos una vez finalizado el campeonato regular y tras haber conseguido ya el ascenso a la Regional Preferente por haber sido primero de grupo. El sistema de competición es de eliminatorias a doble vuelta.
El actual campeón es el CD Zirauki.
| Temporada | Equipo campeón |
| --------- | -------------- |
| 2013-14   | CD Zirauki     |